# Maegok-dong, Suncheon
Maegok-dong (koreanska: 매곡동) r en stadsdel i staden Suncheon i provinsen Södra Jeolla i den södra delen av Sydkorea, 295 km söder om huvudstaden Seoul.